# Stigmatomma mulanae
Stigmatomma mulanae (Xu, 2000) è una formica della sottofamiglia Amblyoponinae, diffusa nella provincia dello Yunnan (Cina).